# Perodua
Perodua ist ein malaysischer Automobilkonzern. Er wurde 1993 gegründet und ist somit der zweite Autobauer seines Landes nach Proton. Der Name Perodua ist ein Akronym und steht für Perusahaan Otomobil Kedua (dt.: Zweites Automobilunternehmen). Produziert werden Lizenzbauten von Daihatsu-Modellen. Die Fahrzeuge werden inzwischen auch in einige europäische Länder wie z. B. Großbritannien und Malta exportiert.

## Modelle
- Perodua Kancil (Kleinwagen, 1993–2009, Lizenzbau Daihatsu Cuore)
- Perodua Kejora (Kleinwagen, 1999–2003, Lizenzbau Daihatsu Sirion)
- Perodua Kelisa (Kleinwagen, Juli 2001[1]–2007, Lizenzbau Daihatsu Cuore)
- Perodua Rusa (Minibus, 1996–2003, Lizenzbau Daihatsu Zebra)
- Perodua Kembara (SUV, 1997–2008, Lizenzbau Daihatsu Terios I)
- Perodua Nippa (Kleinwagen, 1997–2003, Lizenzbau Daihatsu Cuore)
- Perodua Kenari (Microvan, 2000–2009, Lizenzbau Daihatsu Move)
- Perodua Myvi (Kleinwagen, seit 2005, Lizenzbau Daihatsu Boon I)
- Perodua Viva (Kleinwagen, 2006–2014, Lizenzbau Daihatsu Boon I)
- Perodua Nautica (SUV, 2008–2010, Lizenzbau Daihatsu Terios II)
- Perodua Alza (MPV, seit 2011, Lizenzbau Daihatsu Boon II)
- Perodua Axia (Kleinwagen, seit 2014, Lizenzbau Toyota Agya)
- Perodua Bezza (Kleinwagen, seit 2016)
- Perodua Aruz (SUV, seit 2019)
- Perodua Ativa (SUV, seit 2021)

## Abbildungen

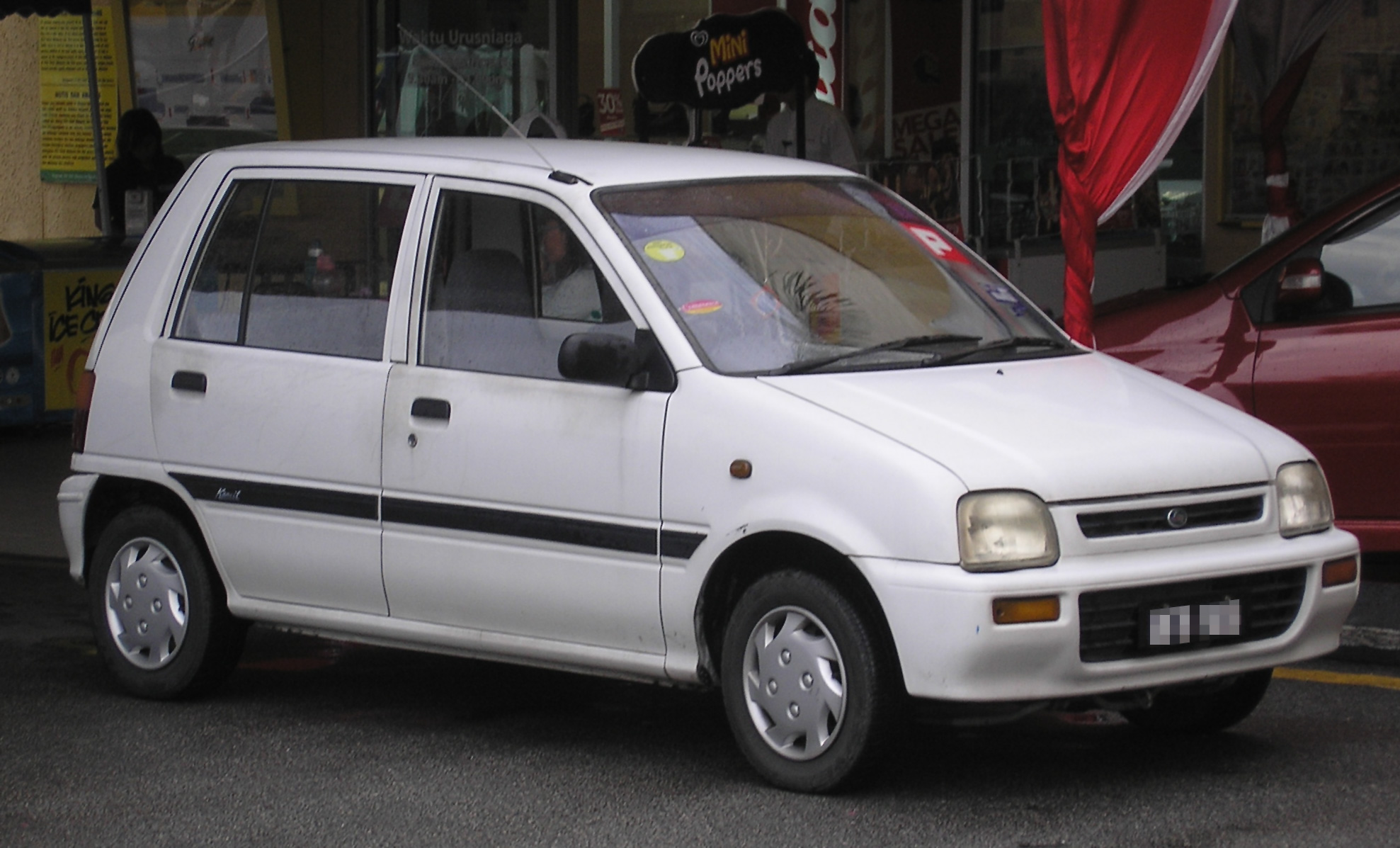
Kancil 1992–1998
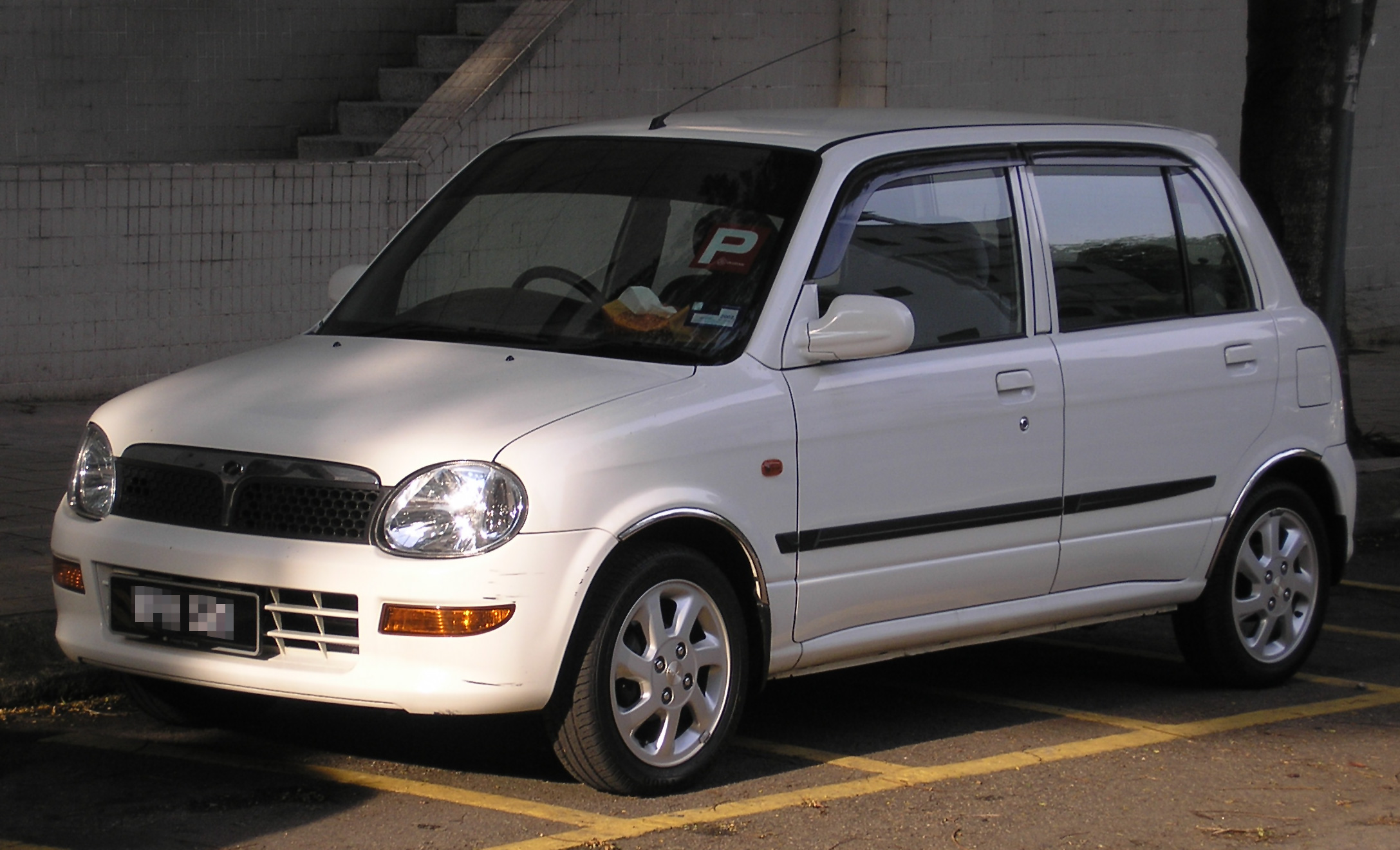
Kelisa
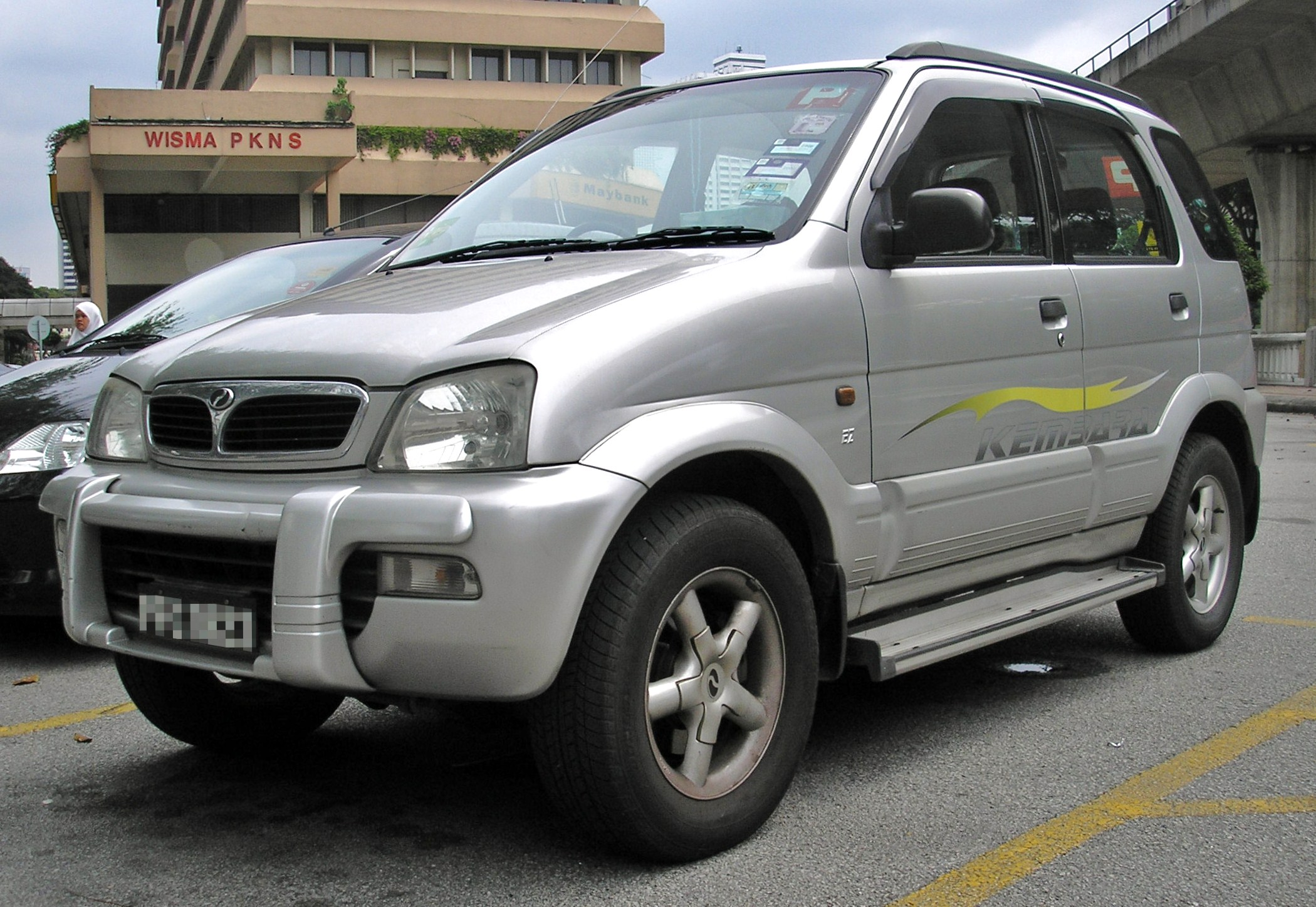
Kembara
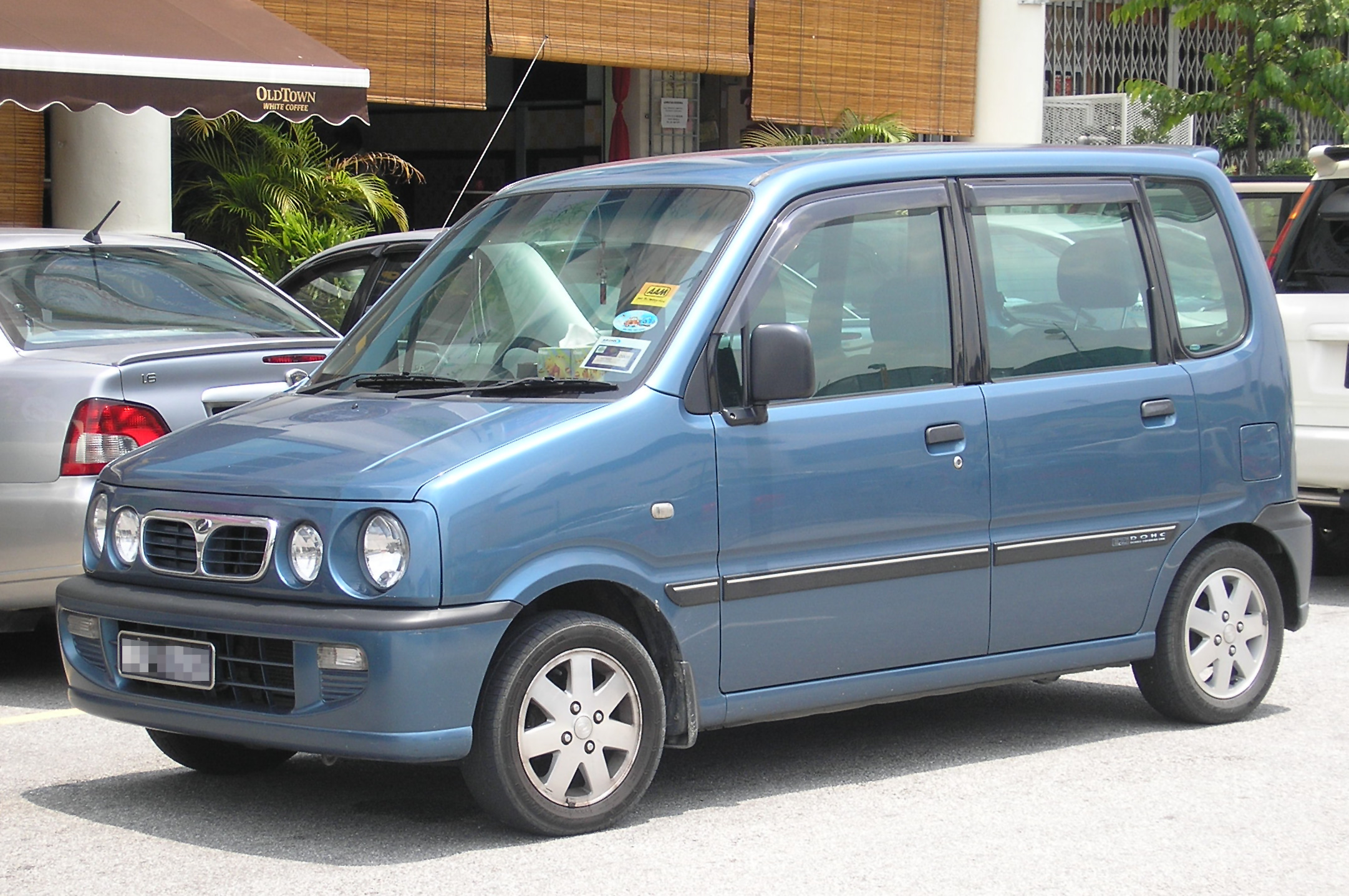
Kenari
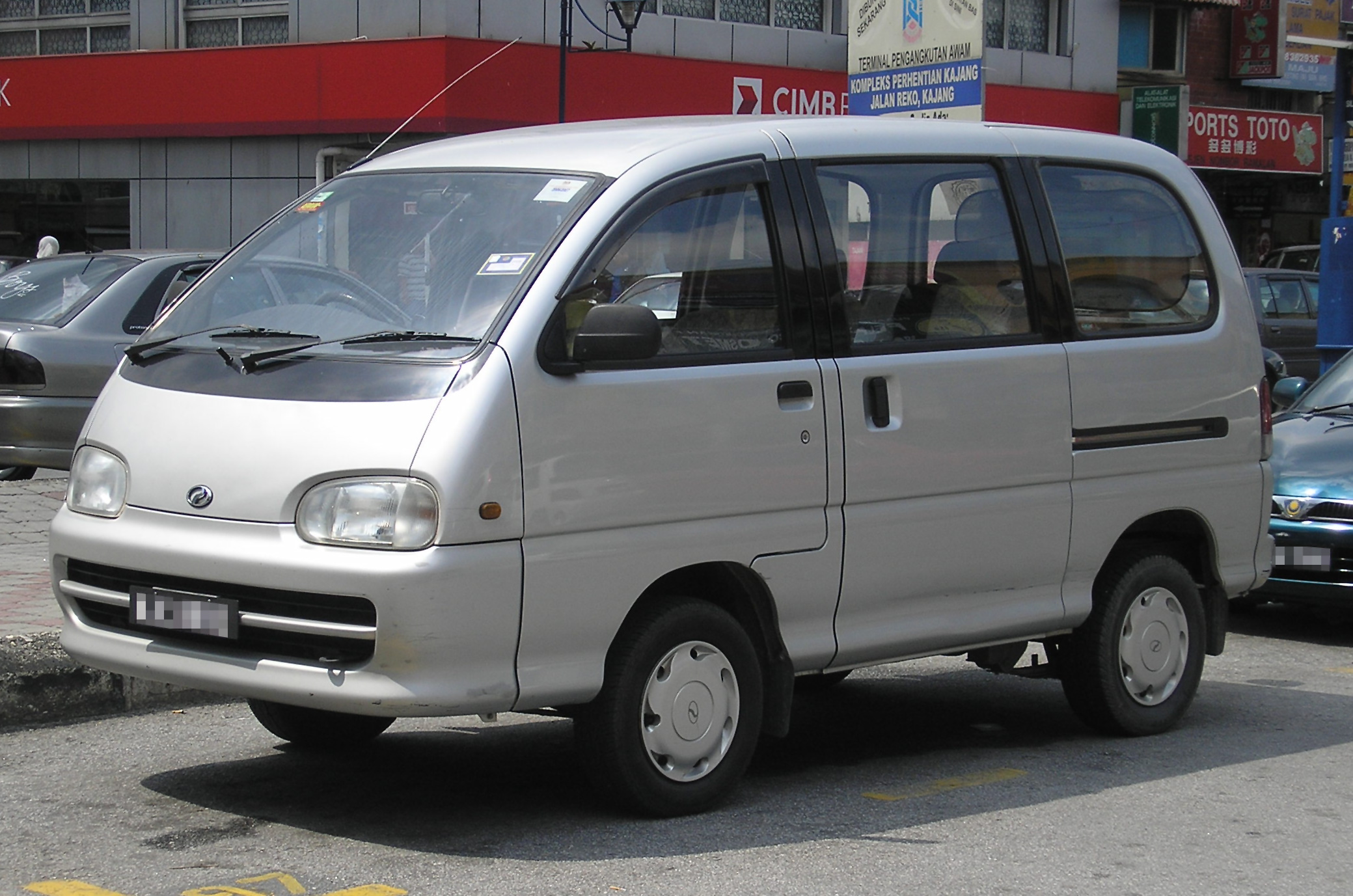
Rusa
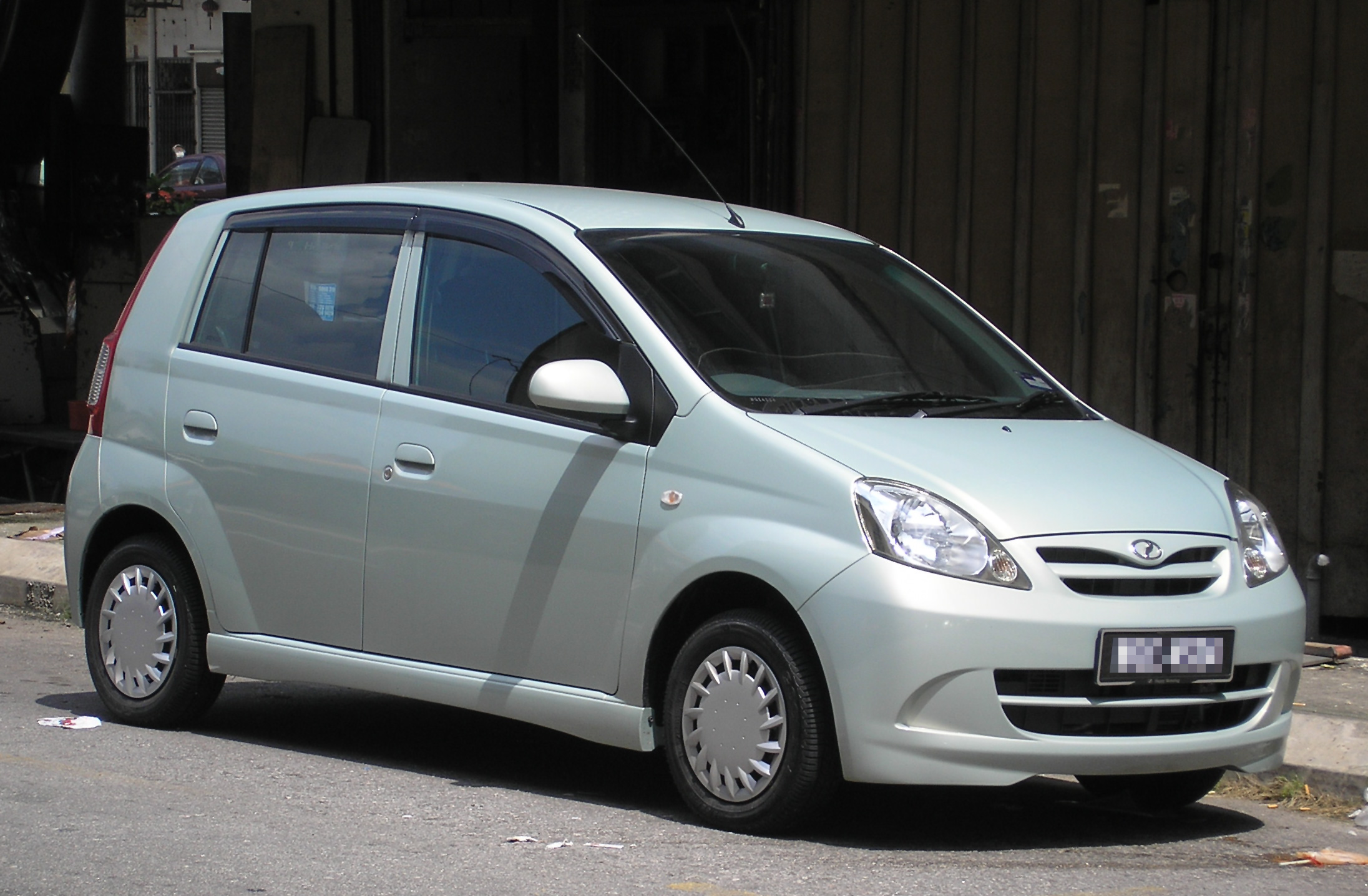
Viva
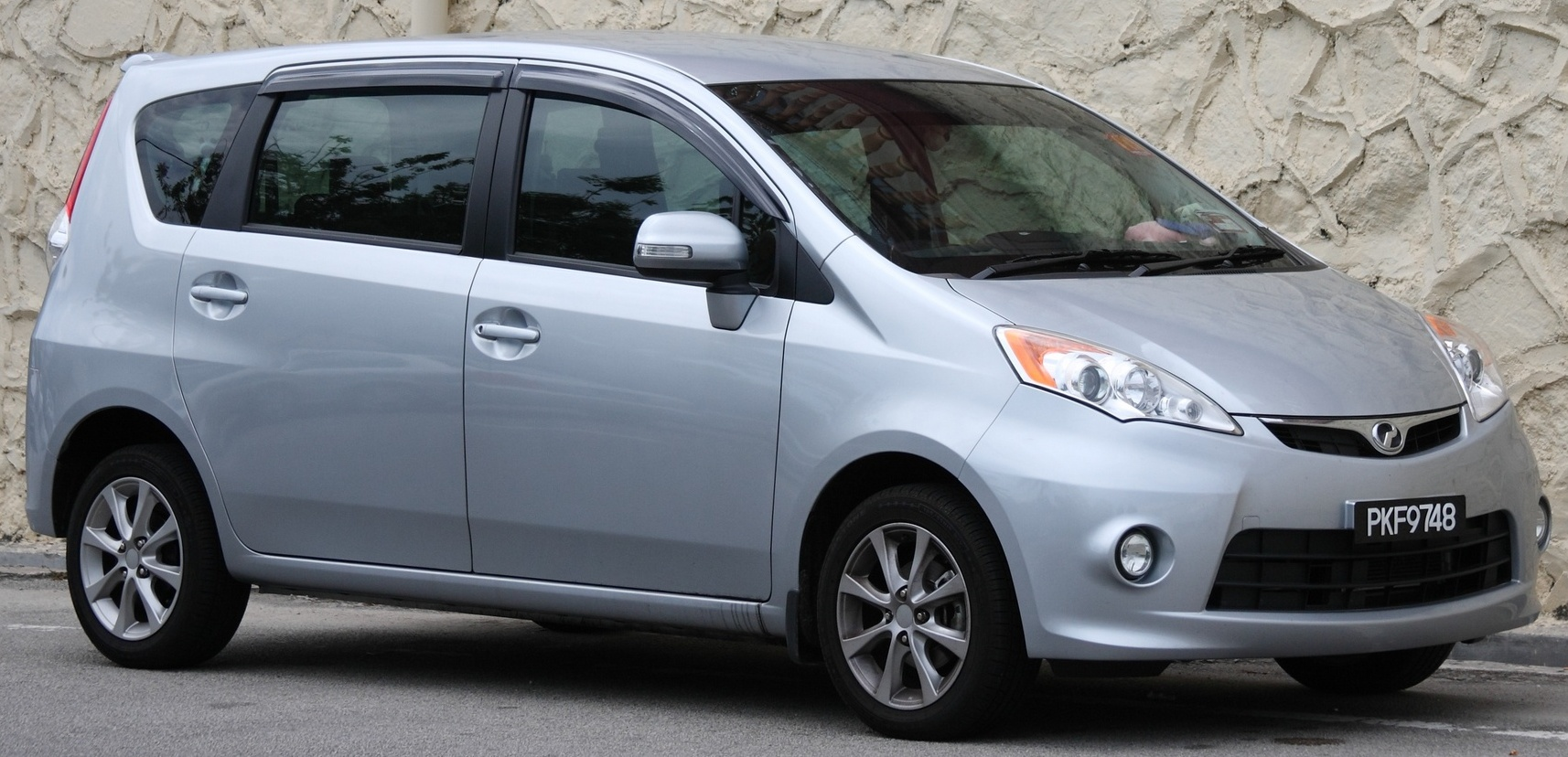
Alza
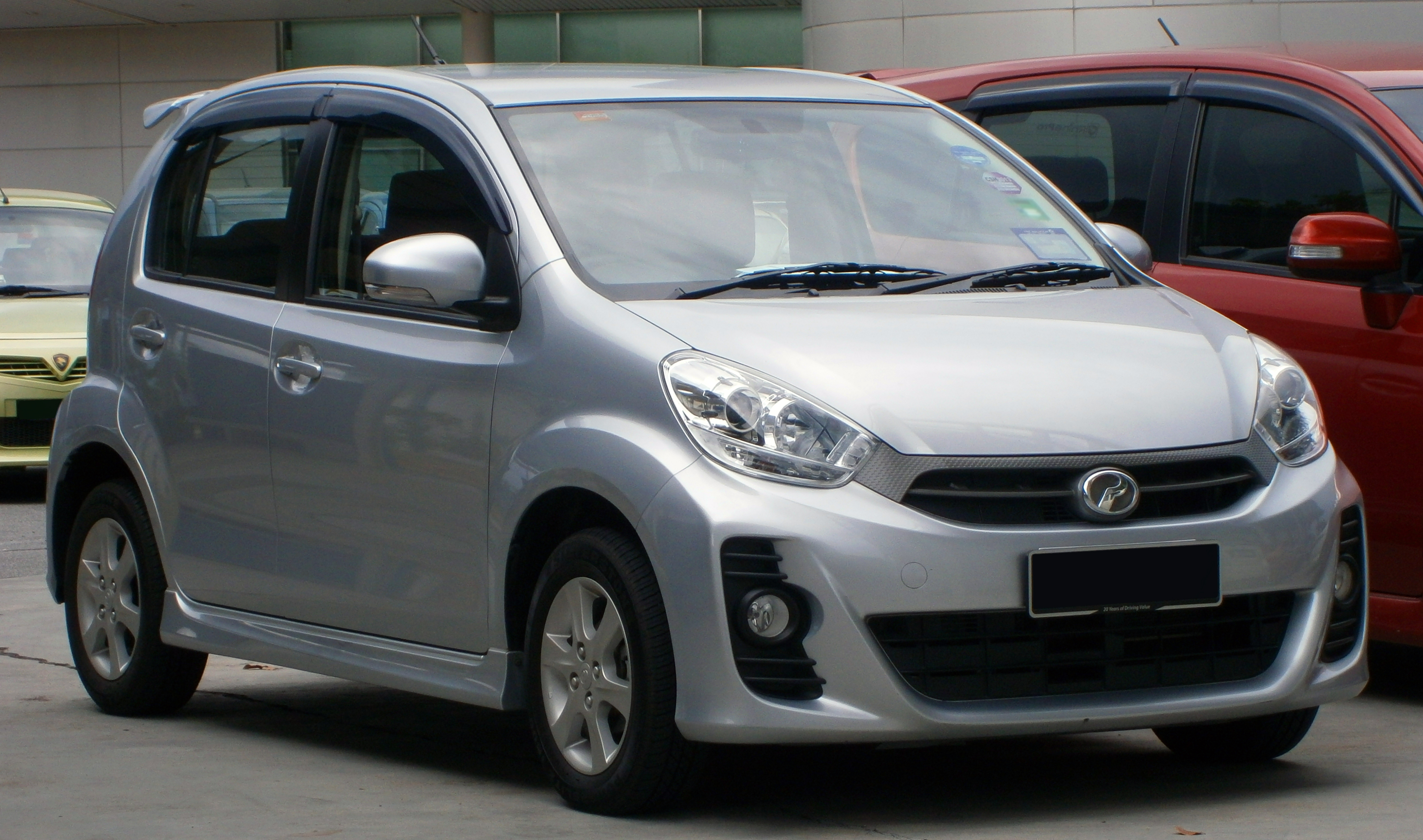
Myvi
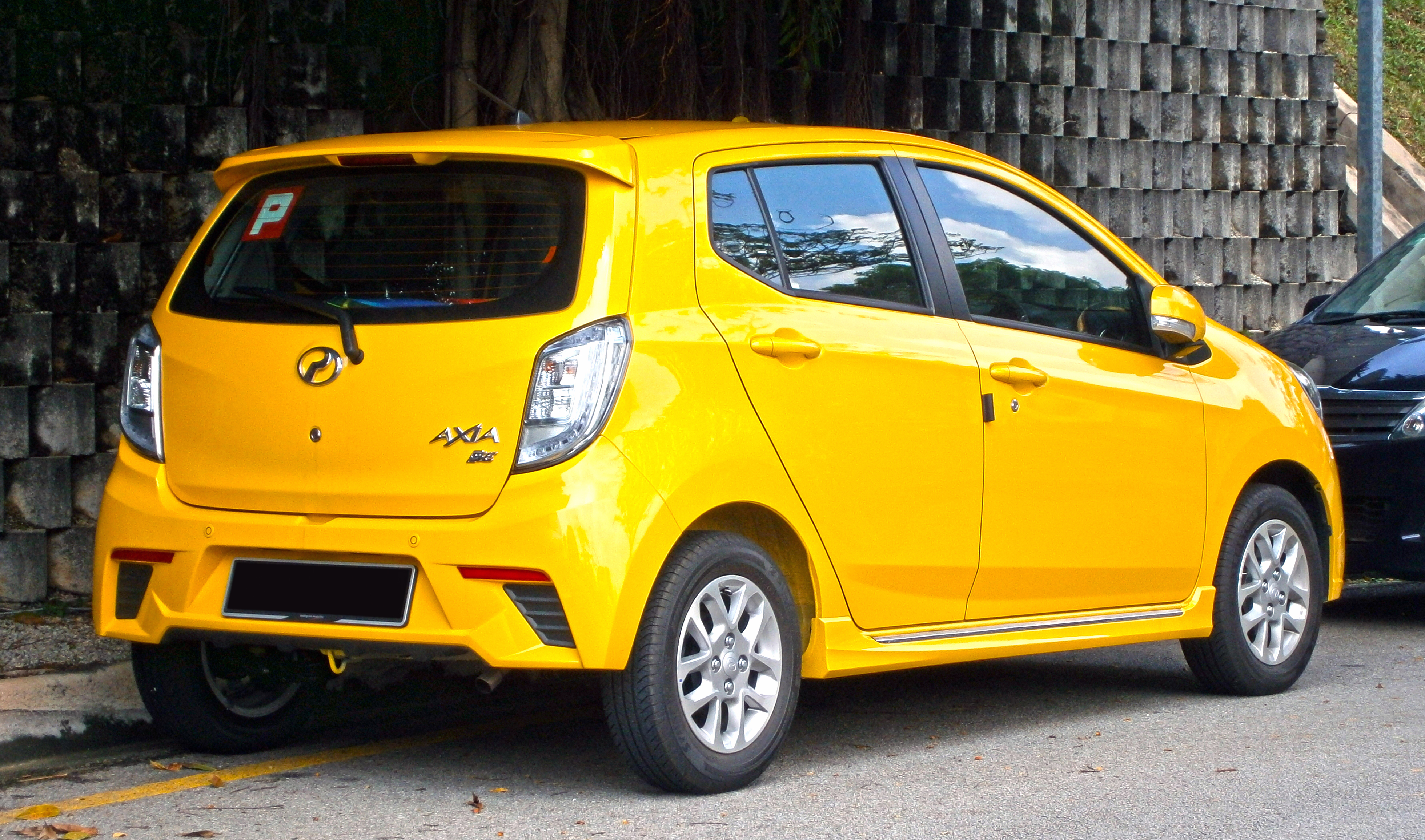
Axia